# ریچارد شلبی
ریچارد شلبی (به انگلیسی: Richard Shelby) (زادهٔ ۶ مه ۱۹۳۴) سناتور ایالت آلاباما در سنای ایالات متحده آمریکا است که برای نخستین‌بار در ۳ ژانویه ۱۹۸۷ به‌عضویت این مجلس درآمد. وی در زمرهٔ سناتورهای گروه سوم است که به‌مدت ۶ سال در سنا حضور دارند و تا تاریخ ۳ ژانویه ۲۰۱۷ در این مجلس خواهد بود.